# Балка Канівчева
Балка Канівчева — балка (річка) в Україні у Великобурлуцькій селищній громаді Куп'янського району Харківської області. Ліва притока річки Великого Бурлуку (басейн Дону).

## Опис
Довжина балки приблизно 6 км, найкоротша відстань між витоком і гирлом — 5,3 км, коефіцієнт звивистості річки — 1,05. Формується декількома струмками та загатами.

## Розташування
Бере початок у селі Канівцеве. Тече переважно на південний захід і біля селища Червона Хвиля впадає в річку Великий Бурлук, ліву притоку річки Сіверського Дінця.

## Притоки
- Яр Мехеїв - права притока, впадає на північно-східній околиці села Канівцеве [4]
- Яр Гнатів - ліва притока, впадає у селі Канівцеве[5]
- Яр Сидорів - ліва притока, впадає на південно-західній околиці села Канівцеве[6]
- Балка Карачепова - права притока, впадає нижче села Канівцеве[7]

## Цікаві факти
- Біля витоку балки на східній стороні на відстані приблизно 2,00 км пролягає автошлях Т 2114[3] (автомобільний шлях територіального значення у Харківській області. Пролягає територією Великобурлуцького та Дворічанського районів через Приколотне — Великий Бурлук — Дворічну. Загальна довжина — 47,7 км).
- У XX столітті на балці існували газгольдер та газова свердловина[2].